# Aleodon
Aleodon — вимерлий рід цинодонтів, що жив із середнього до пізнього тріасу. Було проведено відносно небагато аналізів, щоб визначити філогенетичне розміщення Aleodon, однак ті, які вважали Aleodon сестринським таксоном Chiniquodon. Визнано два види Aleodon: A. brachyramphus, який був виявлений у Танзанії, та A. cromptoni, який нещодавно був виявлений у Бразилії.